# Finnart St Paul’s Church

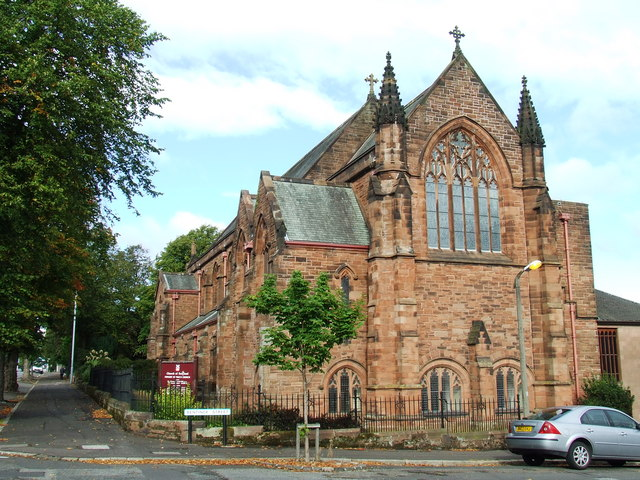
Finnart St Paul’s Church

Die Finnart St Paul’s Church ist ein Kirchengebäude der presbyterianischen Church of Scotland in der schottischen Stadt Greenock in Inverclyde. 1971 wurde das Bauwerk in die schottischen Denkmallisten in der höchsten Kategorie A aufgenommen. Die Kirche ist noch als solche in Verwendung.

## Geschichte
Die Gemeinde St Paul’s gründete sich im Jahre 1878. Bis zur Eröffnung der St Paul’s Church im Jahre 1893 nutzte sie ein als „Tin Tabernacle“ bezeichnetes Behelfsgebäude. Als Architekt zeichnet Robert Rowand Anderson für den Entwurf der St Paul’s Church verantwortlich. Im Folgejahr wurde eine Orgel installiert und 1920 auf elektrische Beleuchtung umgestellt. 1978 kam es zum Zusammenschluss zwischen den Gemeinden St Paul’s und Finnart (gegründet 1883) zur Finnart St Paul’s Church, welche fortan das Gebäude der St Paul’s Church nutzte. Die Finnart Church wurde anschließend zu Wohnraum umgenutzt. 1982 wurde eine Erweiterung am Ort des ehemals geplanten Glockenturmes errichtet. Durch unter anderem von Historic Scotland und dem Heritage Lottery Fund bereitgestellte Gelder, wurde die Kirche 2003 restauriert. Im Juni 2011 fusionierten die Gemeinden der Finnart St Paul’s Church, der Old West Kirk und der Ardgowan Church zur „Lyle Community Kirk“.

## Beschreibung
Die Finnart St Paul’s Church liegt im Nordwesten Greenocks an der Kreuzung zwischen Newark Street und Bentinck Street. Das Mauerwerk besteht aus grob behauenem, rotem Bruchstein. Das Hauptschiff besitzt eine Länge von 37 m bei einer Breite von 9,5 m und einer Höhe von 21 m. Die schmalen Seitenschiffe sind fensterlos. Das neogotische Gebäude ist detailreich gestaltet. Ein Glockenturm ist nicht vorhanden.